# Gandaca harina
Gandaca harina är en fjärilsart som först beskrevs av Thomas Horsfield 1829.  Gandaca harina ingår i släktet Gandaca och familjen vitfjärilar. Inga underarter finns listade i Catalogue of Life.

## Bildgalleri

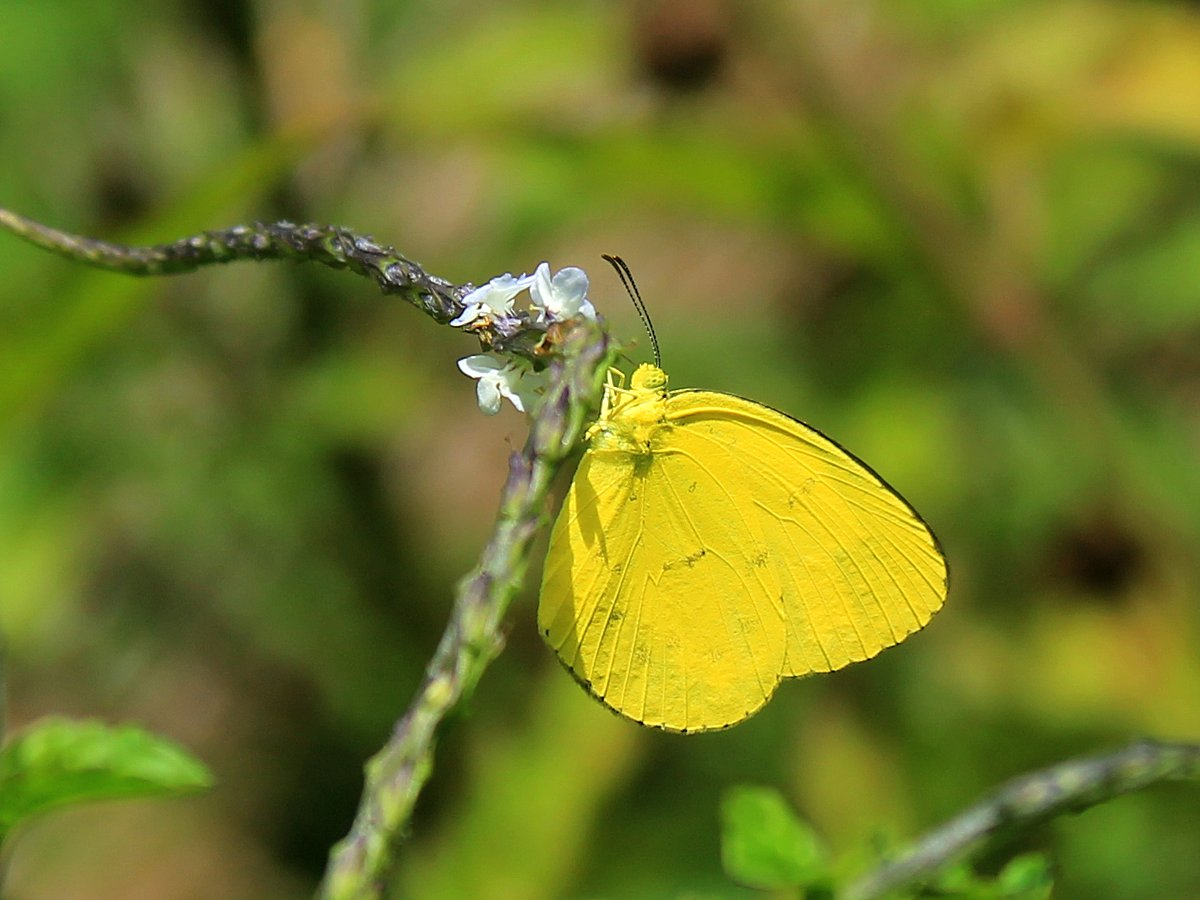
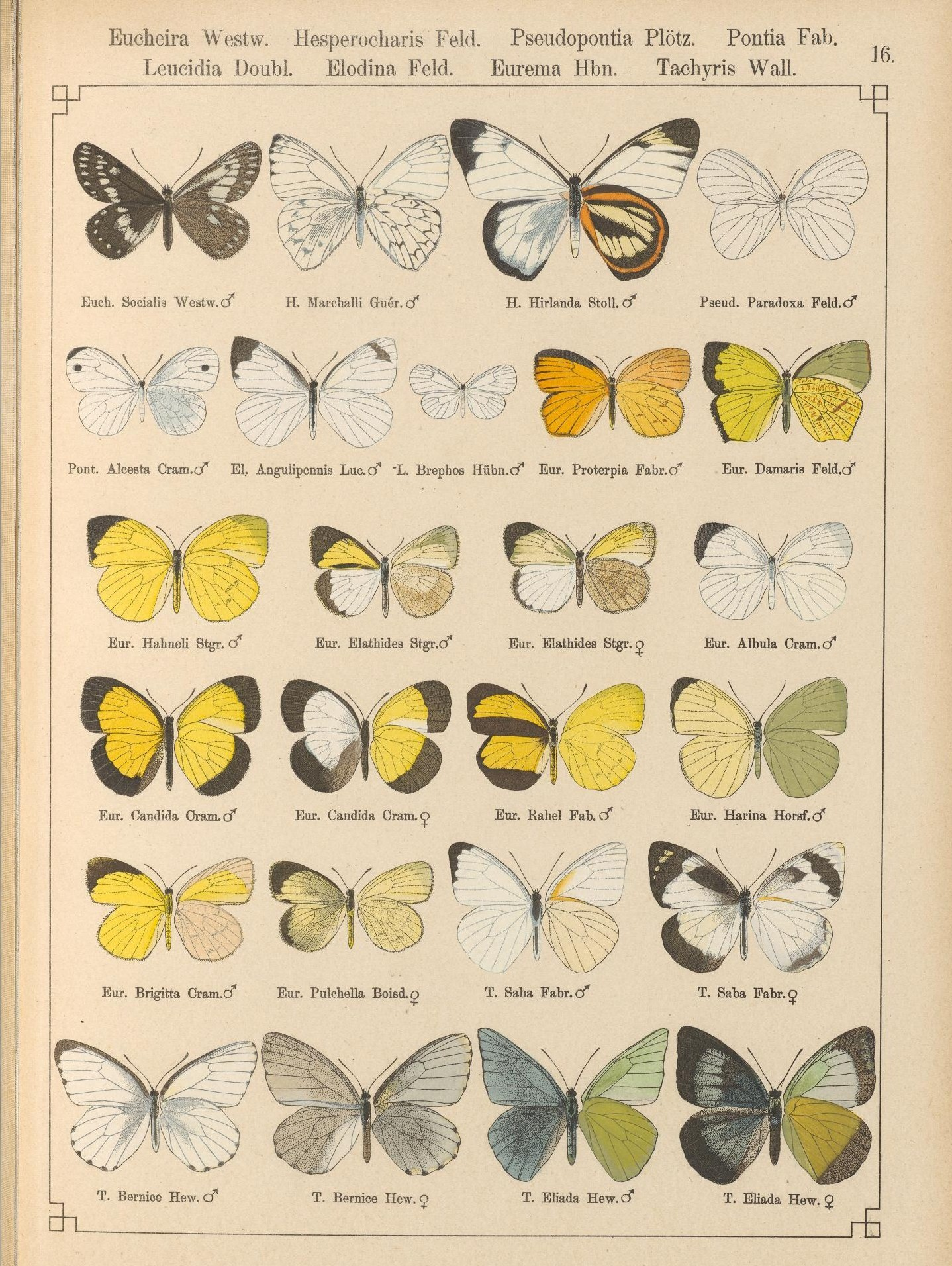
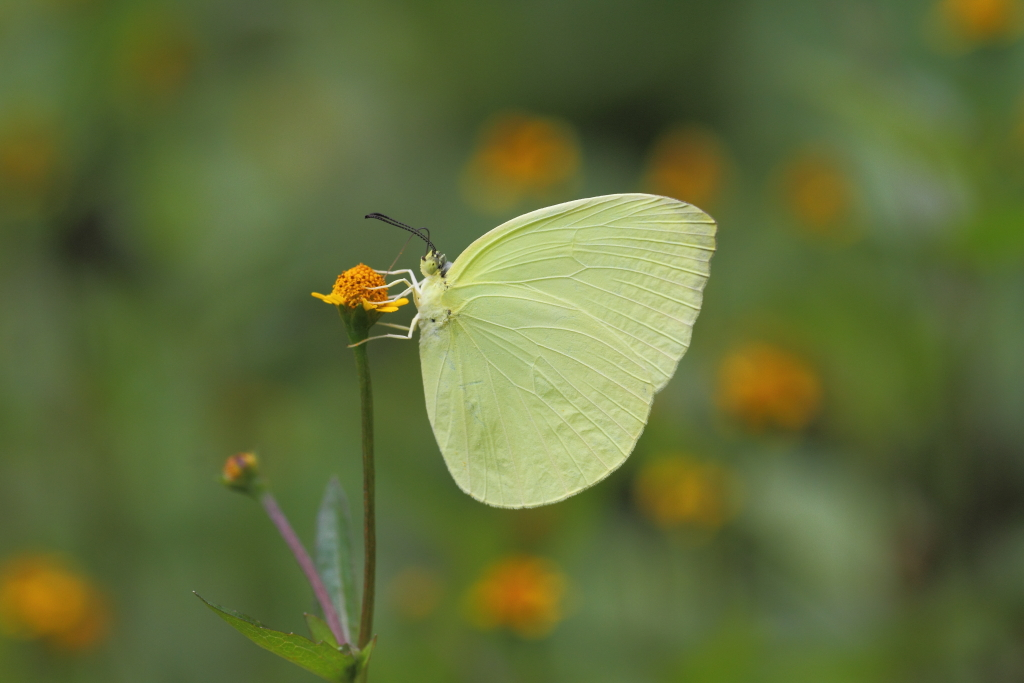